# KNVB Beker 1912/13
De KNVB Beker 1912/13 was de vijftiende editie van dit voetbaltoernooi.
HFC won voor de tweede keer de Holdertbeker nadat het ook in 1904 won. Het versloeg DFC met 4-1.

## Eerste ronde
| Datum    | Thuis                          | Uitslag | Uit                           |
| -------- | ------------------------------ | ------- | ----------------------------- |
| 01.09.12 | Be Quick (Zutphen)             | 3:1     | Kampong (Utrecht)             |
| 01.09.12 | Fortuna (Vlaardingen)          | 3:4     | Allen Weerbaar (Bussum)       |
| 01.09.12 | Wilhelmina Vooruit (Amsterdam) | 4:2     | Achilles (Rotterdam)          |
| 01.09.12 | Valkenburg                     | 2:3     | Hercules (Utrecht)            |
| 01.09.12 | DVS (Rotterdam)                | 6:1     | Quick (Amersfoort)            |
| 01.09.12 | Rapiditas (Weesp)              | 1:3     | Amstel (Amsterdam)            |
| 01.09.12 | DOS (Utrecht)                  | 0:1     | VVA (Amsterdam)               |
| 01.09.12 | Hilversum                      | 3:3 nv  | Bloemendaal                   |
| 08.09.12 | Hilversum                      | 3:1     | Bloemendaal                   |
| 01.09.12 | Voorwaarts (Utrecht)           | 2:0     | MVVO (Middelburg)             |
| 01.09.12 | Robur et Velocitas (Apeldoorn) | 4:1     | Steeds Voorwaarts (Amsterdam) |
| 01.09.12 | Hengelo                        | 3:2     | UVV (Utrecht)                 |
| 01.09.12 | Alcmaria Victrix (Alkmaar)     | 0:3     | VFC (Vlaardingen)             |
| 01.09.12 | SVV (Schiedam)                 | 1:2     | TOP (Gouda)                   |
| 01.09.12 | EMM (Middelburg)               | 6:3     | VVV (Venlo)                   |
| 01.09.12 | MVV (Maastricht)               | 4:1     | VVO (Velp)                    |
| 01.09.12 | Willem II (Tilburg)            | 6:3     | Zeelandia (Middelburg)        |
| 01.09.12 | Achilles (Assen)               | 5:1     | HVC (Amersfoort)              |
| 01.09.12 | 't Gooi (Hilversum)            | 1:2     | De Spartaan (Amsterdam)       |
| 01.09.12 | Concordia (Delft)              | 8:4     | 't Zesde (Breda)              |
| 08.09.12 | AWA (Amsterdam)                | 0:8     | DEC (Amsterdam)               |

Neptunus (Rotterdam) vrijgeloot.

## Tweede ronde
| Datum    | Thuis                   | Uitslag | Uit                            | Speelstad               |
| -------- | ----------------------- | ------- | ------------------------------ | ----------------------- |
| 08.09.12 | VVA (Amsterdam)         | 9:0     | Willem II (Tilburg)            |                         |
| 08.09.12 | Amstel (Amsterdam)      | 2:0     | MVV (Maastricht)               | Maastricht, terrein MVV |
| 08.09.12 | Allen Weerbaar (Bussum) | 1:3     | Hengelo                        |                         |
| 08.09.12 | Neptunus (Rotterdam)    | 0:5*    | Robur et Velocitas (Apeldoorn) |                         |
| 08.09.12 | EMM (Middelburg)        | 1:3     | DVS (Rotterdam)                |                         |
| 08.09.12 | VFC (Vlaardingen)       | 6:4 nv  | Wilhelmina Vooruit (Amsterdam) |                         |
| 08.09.12 | Hercules (Utrecht)      | 3:2     | Achilles (Assen)               |                         |
| 15.09.12 | De Spartaan (Amsterdam) | 4:1     | Voorwaarts (Utrecht)           |                         |
| 15.09.12 | Hilversum               | 1:5     | Concordia (Delft)              |                         |
| 15.09.12 | TOP (Gouda)             | 4:6     | Be Quick (Zutphen)             |                         |

* reglementair. Neptunus (Rotterdam) trekt zich terug.

DEC (Amsterdam) vrijgeloot.

## Derde ronde
| Datum    | Thuis                         | Uitslag | Uit                            |
| -------- | ----------------------------- | ------- | ------------------------------ |
| 15.09.12 | Vitesse (Arnhem)              | 2:3     | Robur et Velocitas (Apeldoorn) |
| 15.09.12 | Quick (Nijmegen)              | 2:6     | VOC (Rotterdam)                |
| 15.09.12 | Wilhelmina (‘s-Hertogenbosch) | 2:1     | Amstel (Amsterdam)             |
| 15.09.12 | Hengelo                       | 1:5*    | Tubantia (Hengelo)             |
| 15.09.12 | VFC (Vlaardingen)             | 6:1     | Velocitas (Breda)              |
| 15.09.12 | Go Ahead (Deventer)           | 3:5     | Quick (Den Haag)               |
| 15.09.12 | Ajax (Amsterdam)              | 7:4     | DVS (Rotterdam)                |
| 15.09.12 | Hercules (Utrecht)            | 2:3     | DEC (Amsterdam)                |

* reglementair. Hengelo na protest tot winnaar verklaard wegens niet-gerechtigde speler Tubantia.

Be Quick (Zutphen), Concordia (Delft), De Spartaan (Amsterdam), DFC (Dordrecht), Haarlem, HBS (Den Haag), HFC (Haarlem) en VVA (Amsterdam) vrijgeloot.

## Vierde ronde
| Datum    | Thuis                          | Uitslag | Uit                           | Speelstad                 |
| -------- | ------------------------------ | ------- | ----------------------------- | ------------------------- |
| 22.09.12 | Concordia (Delft)              | 3:5     | DFC (Dordrecht)               |                           |
| 22.09.12 | Be Quick (Zutphen)             | 2:3 nv  | VVA (Amsterdam)               |                           |
| 22.09.12 | Robur et Velocitas (Apeldoorn) | 4:5*    | Tubantia (Hengelo)            |                           |
| 04.05.13 | Robur et Velocitas (Apeldoorn) | 3:2     | Hengelo                       |                           |
| 22.09.12 | Ajax (Amsterdam)               | 1:2     | VFC (Vlaardingen)             |                           |
| 22.09.12 | DEC (Amsterdam)                | 1:0     | Wilhelmina ('s-Hertogenbosch) | Vught, terrein Wilhelmina |
| 22.09.12 | Quick (Den Haag)               | 2:7     | VOC (Rotterdam)               |                           |
| 29.12.12 | Haarlem                        | 3:0     | De Spartaan (Amsterdam)       |                           |
| 13.04.13 | HBS (Den Haag)                 | 3:4     | HFC (Haarlem)                 |                           |

* Ongeldig verklaard na diskwalificatie Tubantia in derde ronde.

## Vijfde ronde
| Datum    | Thuis                          | Uitslag | Uit               |
| -------- | ------------------------------ | ------- | ----------------- |
| 16.02.13 | DEC (Amsterdam)                | 1:3     | DFC (Dordrecht)   |
| 13.04.13 | VOC (Rotterdam)                | 4:1     | VFC (Vlaardingen) |
| 27.04.13 | Haarlem                        | 2:3     | HFC (Haarlem)     |
| 12.05.13 | Robur et Velocitas (Apeldoorn) | 6:0     | VVA (Amsterdam)   |

## Halve finale
| Datum    | Thuis           | Uitslag | Uit                            | Speelstad                 |
| -------- | --------------- | ------- | ------------------------------ | ------------------------- |
| 27.04.13 | DFC (Dordrecht) | 3:0     | VOC (Rotterdam)                | Rotterdam, terrein Sparta |
| 18.05.13 | HFC (Haarlem)   | 3:1     | Robur et Velocitas (Apeldoorn) | Amsterdam, terrein Ajax   |

## Finale
|                              |                                          |               |                |                                                                                        |
| 25 mei 1913 Finale NVB Beker | Koninklijke HFC                          | 4 – 1 (1 – 1) | DFC            | Het Houten Stadion, Amsterdam Toeschouwers: 6.000 Scheidsrechter: Christiaan Groothoff |
| 25 mei 1913 Finale NVB Beker | Jan Laan 10' 60' 65' Mannes Francken 75' | (report)      | Aat Kleijn 20' | Het Houten Stadion, Amsterdam Toeschouwers: 6.000 Scheidsrechter: Christiaan Groothoff |

| HFC: |                        |
|      |                        |
| GK   | Piet Kaars Sijpesteijn |
| CB   | Ben Verweij            |
| CB   | Dolf van der Nagel     |
| CM   | De Klerck              |
| CM   | Jo Verweij             |
| CM   | Cees ten Cate          |
| RW   | H. Seignette           |
| CF   | Paul van Delden        |
| CF   | Jan Laan               |
| CF   | Mannes Francken        |
| LW   | Jacques Francken       |

| DFC: |                   |
|      |                   |
| GK   | Barend van Hemert |
| CB   | Van Houthem       |
| CB   | Corpeleijn        |
| CM   | Ferry Triebel     |
| CM   | Dirk Lotsij       |
| CM   | Arie Bijvoet      |
| RW   | Chris Sunderman   |
| CF   | Nico Bouvij       |
| CF   | Aat Kleijn        |
| CF   | Dolf Bouvij       |
| LW   | Wiebe Feenstra    |

| N.V.B. beker 1912/13      |
| ------------------------- |
| Koninklijke HFC 2de titel |